# Kathi Béla
Kathi Béla (Hajdúböszörmény, 1979. május 4. – Ajía Nápa, Ciprus, 2025. július 31.) magyar testépítő, erőemelő, kétszeres Superbody abszolút győztes, WABBA-világbajnok, erőemelésben és fekvenyomásban is országos bajnok. A Cutler edzőterem-hálózat brandjének tulajdonosa.

## Élete és pályafutása
Sokféle sportban kipróbálta magát, küzdősportokban, atlétikában, majd az erőemelés következett, volt junior és felnőtt országos bajnok erőemelésben és fekvenyomásban, utóbbiban Európa-bajnokságot is nyert. 2010-ben nem hivatalos világcsúcsot döntött guggolásban 360 kilogrammal, speciális erőemelő ruha nélkül. Ezt követően a testépítés felé fordult, ahol többek között a WABBA világbajnoki címét nyerte el, valamint a magyar Superbody versenyen kétszer is abszolút győzelmet aratott.
2012-ben hagyta abba a versenyzést, üzleti vállalkozásaira koncentrált, többek között a Cutler edzőterem-hálózatot építette ki, majd 2017-ben visszatért a versenyzéshez és második helyen végzett az ausztrál Arnold Classicon a 100kg feletti kategóriában.
Felesége Salamon Dia testépítőnő, egy kislányuk van, aki 2020-ban született.
2025. július 31-én Cipruson kerékpárbalesetben vesztette életét. A helyi rendőrség szerint a halálát fejsérülés okozta Ayia Napa közelében.

## Jelentősebb eredményei
Erőemelés:
- Fekvenyomó országos bajnok
- Felnőtt erőemelő országos bajnok
- Fekvenyomó Európa-bajnok

Testépítés:
- Superbody: kétszeres abszolút bajnok
- WABBA világbajnokság: abszolút bajnok
- Arnold's Classic Australia 2017: 2. hely

Strongman:
- Strongman fedettpályás országos bajnokság: 1. helyezés